# 2016年夏季奥林匹克运动会中国拳击队
参加2016年夏季奥林匹克运动会的中国拳击队共计23人，其中运动员10人，官员与工作人员13人，领队崔富国；本次奥运会中国获得10个拳击席位。

## 人员构成
运动员 ： 
官员与管理人员（13人）

领队：崔富国 

教练员（9人）：张传良、阿不力克木·阿不都热希提、汤尔民、谷锦华、赵勇、努尔哈里、赵德岭、归与恒、阿不都西库尔·米吉提 

医生：崔新东、臧广悦，管理：李频

## 项目与成绩
中國10位運動員參與6個的拳擊小項 。
- 次蠅量級：
- 雛量級：
- 羽量級：
- 輕量級：
- 次沉量級：
- 沉量級：
- 中量級：
- 次重量級：
- 重量級：
- 超重量級：